# 트라이멜리트산 무수물
트라이멜리트산 무수물(영어: trimellitic anhydride)은 화학식이 HO2CC6H3(C2O3)인 유기 화합물이다. 이는 트라이멜리트산의 고리형 무수물이다. 이 무색 고체의 수천 톤이 폴리염화 비닐용 가소제의 전구체로 매년 생산된다. 트라이멜리트산 무수물은 1,2,4-트라이메틸벤젠의 공기 산화에 의해 생성된다.

## 같이 보기
- 트라이멜리트산
- 폴리염화 비닐